# Голгер, Исайяс
Исайяс Голгер (при рождении Шая Мордхович Голгер, порт. Isaías Golgher; 28 декабря 1905, Атаки, Сорокский уезд, Бессарабская губерния — 13 марта 2000, Белу-Оризонти, Бразилия) — бразильский историк-марксист и общественный деятель.

## Биография
Родился 28 декабря 1905 года (по старому стилю) в Атаках Бессарабской губернии в семье Мордхо Шаевича Голгера и Марьем Голгер; у него было два брата и две сестры. Рано остался без отца. Учился в еврейской школе на идише, затем поступил в русскую гимназию в Могилёве-на-Днестре. С 12 лет участвовал в революционном движении в Бессарабии, в 1924 году был арестован румынскими властями. После освобождения в декабре 1924 года уехал в Бразилию, где сначала занимался переводами.
Был президентом Еврейской общины Белу-Оризонти (Uniao Israelita of Belo Horizonte) и членом Бразильской коммунистической партии. В конце 1930-х годов создал антиинтегралистский комитет для противостояния фашистской идеологии «Бразильского интегралистского действия» (Ação Brasileira Integralista).
В период правления Жетулиу Варгаса, как коммунист был вынужден покинуть Бразилию, поселился с семьёй в Париже. В 1956 году окончил историческое отделение Сорбонны, после чего вернулся в Белу Горизонте. Работал научным сотрудником Исторического института провинции Минас-Жерайс. Занялся предпринимательской деятельностью. На вырученные от продажи альбомов стикеров и наклеек средства выкупил участок земли, где по собственному проекту основал в Белу Горизонте новый район, в 1979 году получивший имя Bairro Tupi, где назвал улицы именами прогрессивных литераторов и деятелей пацифистского движения. Его сын Маркс Голгер, педиатр и адвокат, впоследствии выставил ряд участков на продажу, а другие передал в муниципальное пользование, где создал несколько медицинских центров, в том числе Больницу Софии Фельдман (имени своей бабушки) с детским отделением и родильным домом (Hospital Sofia Feldman, 1982), футбольное поле Исайи Голгера (ныне Campo do Tupinense) и школу Francisco Campos (1980), а также школу Анны Франк в районе Confisco (1991).
Под редакцией Голгера было издано первое на португальском языке полное собрание произведений Карла Маркса, ряд из которых были переведены им самим. Автор монографий по экономическому укладу шумерской цивилизации (тема его сорбоннской диссертации), истории марксистской мысли и ленинизма, древней и современной еврейской истории, работорговле в Южной Америке, истории и краеведению Минас-Жерайса, а также биографии Альберта Эйнштейна (1991).

## Семья
Жена — Сузана Фельдман (?—1997). Сыновья — бразильский микробиолог и вирусолог Ромен Ролан Голгер (порт. Romain Rolland Golgher), профессор Федерального университета Минас-Жерайса, и педиатр и адвокат Маркс Голгер (?—2012), общественный деятель и президент Еврейской Федерации Минас-Жерайс.

## Сочинения
- «A evolução histórica do povo judeu: Síntese dos movimentos populares judaicos na antiguidade» (Историческая эволюция еврейской мысли: синтез еврейских народных движений античности; Белу-Оризонти, 1951),
- «La structure économique et sociale de Sumer présargonique» (Экономическая и общественная структура шумерской цивилизации; Париж, 1959),
- «O Negro e a Mineração em Minas Gerais» (Негры и горное дело в Минас-Жерайсе; Белу-Оризонти, 1965),
- «Leninismo: uma análise marxista» (metamorfose: época de Lénin [1894-1924]; Ленинизм: марксистский анализ, эпоха Ленина; Рио-де-Жанейро: Editôra SAGA, 1967),
- «Guerra dos Emboabas: a primeira guerra civil nas Américas» (Война Emboabas: первая гражданская война Америки; Белу-Оризонти: Conselho Estadual de Cultura de Minas Gerais, 1956 и 1982),
- «A tragédia do comunismo judeu: A Historia da evsektzia» (Трагедия еврейского коммунизма: история Евсекции; Белу-Оризонти: Editora Mineira Ltda Belo Horizonte, 1972),
- «Marx: mito do século XX, um estudo historico» (Маркс: миф 20-го столетия; Белу-Оризонти, 1980),
- «O Universo Físico e Humano de Albert Einstein» (Человеческое и физическое пространство Альберта Эйнштейна; Белу-Оризонти: Oficina de Livros, 1991).[13]